# 阿理嗣
阿理嗣（荷蘭語：Jules A. van Aalst，1858年10月14日—20世纪？），比利时那慕爾人。
他于1881年起在中国海关任职，1884年出版《中国音乐》（Chinese Music）一书，台湾音乐学者韩国鐄称此书为“1950年以前几乎是有关中国音乐主题被引用最多的”著作。1897年他出任总税务司署管理汉文案税务司（代理），后又任三水税务司兼邮政司。1905年出任中国参加比利时列日世界博览会委员，1914年后退休。

## 外部連結
- 收藏的《Chinese Music》